# Allerheiligen im Mühlkreis
Allerheiligen im Mühlkreis település Ausztriában, Felső-Ausztria tartományban, a Pergi járásban. Tengerszint feletti magassága 568 méter, területe 20,2 km².

## Elhelyezkedése
Allerheiligen im Mühlkreis Tragwein, Bad Zell, Windhaag bei Perg, Perg és Schwertberg településekkel határos.

## Népesség
| 2016 | 1 234 |
| 2018 | 1 261 |